# Sicraf
Sicraf (Societe Industrielle de Construction et de Racherches Automobiles de France) is een historisch merk van bromfietsen, scooters en motorfietsen.
Paul Vallée, Aubervilliers (1947-1953). 
Frans merk dat bromfietsen en motorfietsen van 123- tot 246 cc met Ydral- en (waarschijnlijk Franse-) AMC-motoren bouwde. Daarnaast leverde men ook scooters en driewielers en driewielige transportscooters.